# Gonioscia piperita
Gonioscia piperita är en fjärilsart som beskrevs av Holland 1894. Gonioscia piperita ingår i släktet Gonioscia och familjen nattflyn. Inga underarter finns listade i Catalogue of Life.